# Lull
Lull er en ep udgivet af Smashing Pumpkins i november 1991. Det var bandets første EP. 
Det var oprindeligt meningen, at denne udgivelse skulle have været en single, men pladeselskabet besluttede at udgive en ep i stedet for. I forbindelse med udgivelsen blev der lavet en musikvideo til "Rhinoceros". 

## Skæringsliste
1. "Rhinoceros"
2. "Blue"
3. "Slunk"
4. "Bye June"

Alle sange er skrevet af Billy Corgan. Rhinoceros er den samme version som på Gish, bare uden den sidste korte del. "Blue" og "Slunk" er to nye ikke-udgivne sange fra indspilningerne til Gish, hvorimod "Bye June" blev indspillet i 1989.